# 欧特罗什 (科多尔省)
欧特罗什（法語：Hauteroche，法語發音：[otʁɔʃ]）是法国科多尔省的一个市镇，位于该省中部，属于蒙巴尔区。

## 地理
欧特罗什（47°30'2"N, 4°34'52"E）面积13.28 平方千米，位于法国勃艮第-弗朗什-孔泰大區科多尔省，该省份为法国中东部省份，北起奥布省，西接涅夫勒省和约讷省，南至索恩-卢瓦尔省，东南接汝拉省，东临上索恩省，东北部与上马恩省接壤。
与欧特罗什接壤的市镇（或旧市镇、城区）包括：特尼塞、雅伊莱穆兰、拉罗什瓦诺、布苏萨尔迈斯、奥泽兰河畔弗拉维尼、日塞苏弗拉维尼。

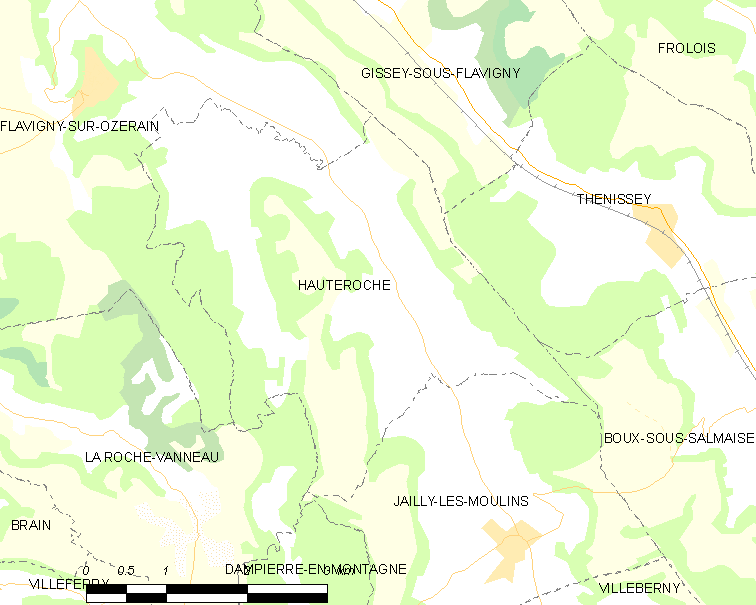
的OSM定位图

欧特罗什的时区为UTC+01:00、UTC+02:00（夏令时）。

## 行政
欧特罗什的邮政编码为21150，INSEE市镇编码为21314。

## 政治
欧特罗什所属的省级选区为蒙巴尔县。

## 人口

1962-2008年间人口变化图示

欧特罗什于2022年1月1日时的人口数量为77人。
欧特罗什人口变化图示